# 维拉·菲格纳

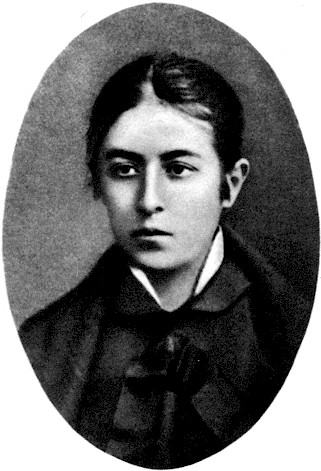
维拉·菲格纳

维拉·尼古拉耶娃·菲格纳·费利波娃（羅馬化：Vera Nikolayevna Figner；1852年6月25日—1942年6月15日），俄罗斯政治活动家、革命家，曾领导秘密组织民意党，参与策划了刺杀俄国沙皇亚历山大二世的行动，后因此被捕，20个月后被判处死刑，后得以赦免死刑，在监狱中度过20年后流放。菲格纳出版有回忆录，十月革命后参与组建了服务于原政治犯和流放者的协会，最后得以安度晚年。